# 王觀 (洪武進士)
王观（?—?），浙江錢塘人，明代政治人物。

## 生平
明太祖洪武二十四年（1391年）會試中式。洪武三十年（1397年），補應丁丑科殿試，成二甲進士。